# Fraaie citroenkorst
Fraaie citroenkorst (Variospora thallincola) is een korstmos uit de familie Teloschistaceae.

## Determinatie
Fraaie citroenkorst is een placodioid korstmos. Het centrale deel van het thallus is begrensd en heeft veel apotheciën die eruitzien als kleine oranje schijven, aanvankelijk concaaf en dan convex; de rand heeft een duidelijk gelobd uiterlijk. De lobben lopen parallel, zijn vrij lang, smal (0,3 tot 0,7 mm breed) en hebben een bollig oppervlak. Dichter bij de buitenrand worden de lobben vlakker. De kenmerkende oranje kleur van het korstmos komt door de aanwezigheid van antrachinonen.

## Ecologie
Fraaie citroenkorst is een strikt maritieme soort die zeesproei nodig heeft om zich te ontwikkelen. Ze koloniseert kiezelhoudende rotsen zowel aan de Atlantische kust als in de Middellandse Zee. Ze zet zich in de spatzone (het supralittoraal), het gebied vlak boven de hoogwaterlijn dat regelmatig door opspattend zeewater wordt bevochtigd, maar zelden overstroomt. De soort houdt niet van stikstof en groeit daarom niet op guanotrofe plekken.

## Verspreiding
In Noord-Amerika komt fraaie citroenkorst niet voor, maar er zijn wel soorten die er op lijken. In Nederland komt hij zeldzaam voor. Hij staat op de rode lijst in de categorie kwetsbaar.